# Austin 18
L' Austin Eighteen est une grande berline, livrée en deux empattements pour transporter cinq ou sept passagers, qui a été introduite par Austin, le 14 juillet 1937. Son moteur et les sièges avant ont été avancés de neuf pouces (225 mm) par rapport à l'ancienne York Sixteen qu'elle remplace. Le châssis a également été prolongé de trois pouces (75 mm) pour fournir un total de douze pouces (300 mm) d'espace passager supplémentaire. Avec comme résultat un capot relativement court et une bonne position de conduite. Sa nouvelle forme a suivi les lignes des autres voitures Austin introduites l'automne précédent, et elle a été remarquée pour avoir un plancher complètement plat dans les deux compartiments  passagers avant et arrière avec des portes exceptionnellement larges et une ventilation silencieuse et sans évacuation.

## Châssis
L'unité moteur-boîte à quatre supports en caoutchouc, le silencieux et le tuyau d'échappement ont été isolés de la même façon. Le châssis était rigidifié par une croix calée dont les membres étendus sont supprimés pour donner un montage bas. La croix était soudée aux longerons du châssis pour former une zone de section qui apporta la rigidité.

### Moteur
Le moteur, porté vers l'avant à partir du modèle Sixteen 18 h.p. York  reçut de petites améliorations qui augmentèrent sa puissance. Il bénéficia d'une amélioration de celui de la 12hp équipant la nouvelle Ascot de 1936. Le vilebrequin est posé sur 4 roulements, le principal et le gros roulements d'extrémité sont du type coquille. Les moteurs de l'année 1938 ont bénéficié de la hausse de compression, de plus grandes soupapes et de culasses en aluminium avec thermostat monté. Elles se fissuraient souvent lors du démontage.

### Boîte de vitesses
Austin conçoit sa propre boite à 4 vitesses avec synchronisation sur les 2e, 3e et dernière (embrayage en chien). Embrayage Borg et Beck à disque sec et arbre en deux pièces, supporté au centre par un roulement monté sur caoutchouc.

### Freinage
Le freinage est fourni par Girling avec tiges de freins, on remarque un dessin similaire sur l'Austin 14 Goodwood.

### Direction
La colonne de direction est réglable en longueur. Le système de direction de Marles-Weller a été amélioré. Parce que le moteur a avancé, le boîtier de direction est maintenant à l'avant de l'essieu avant.

### Suspension
Les ressorts semi-elliptiques à faible périodicité d'entretien étaient entrelacés de zinc avec des disques poreux auto-lubrifiants à la fin de la laisse. L'huile pouvait être introduite entre les lames par le pistolet à graisse via l'intermédiaire d'un mamelon sous chaque ressort.

Norfolk 5-places initialement enregistrée en février 1939
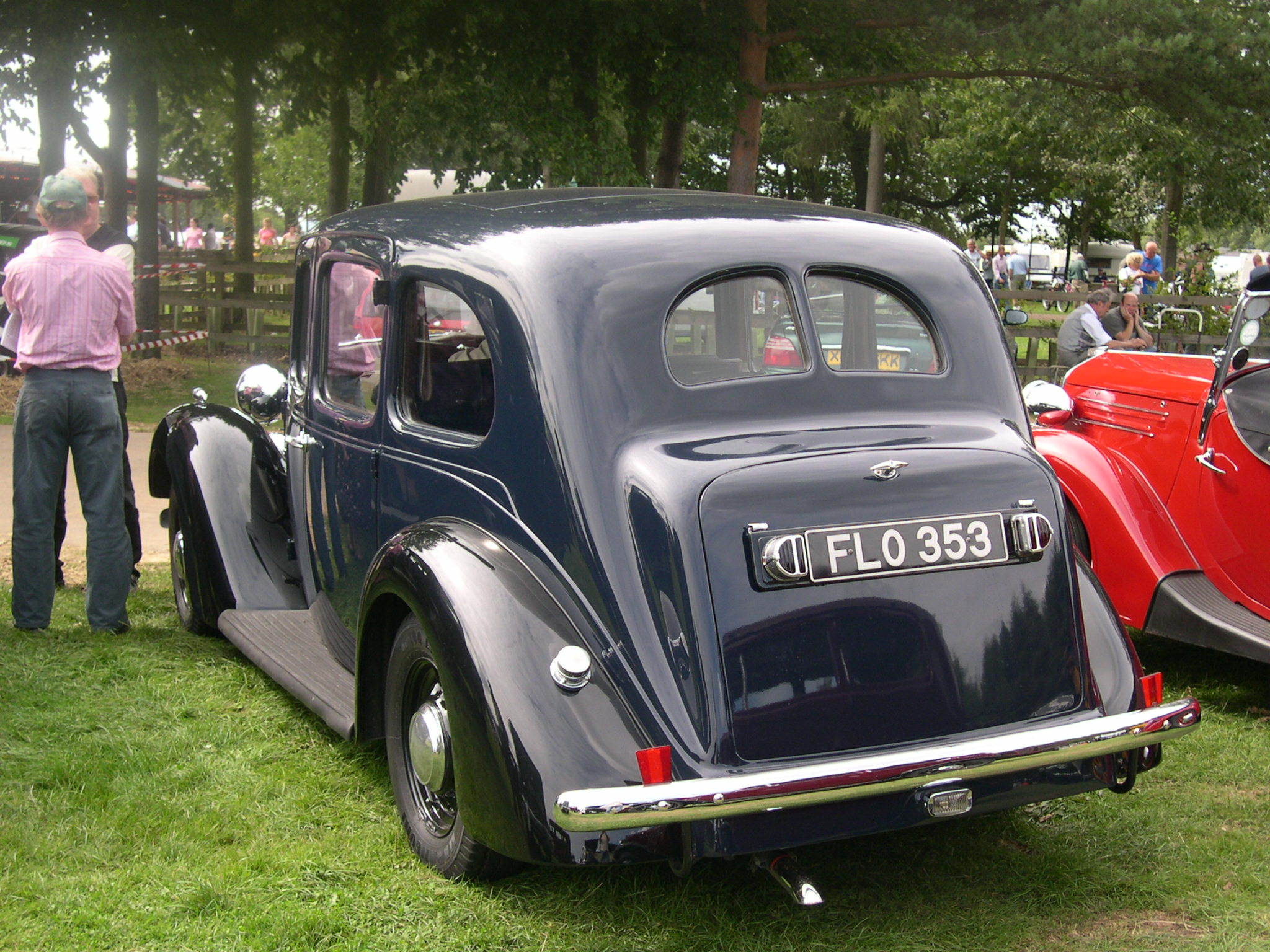
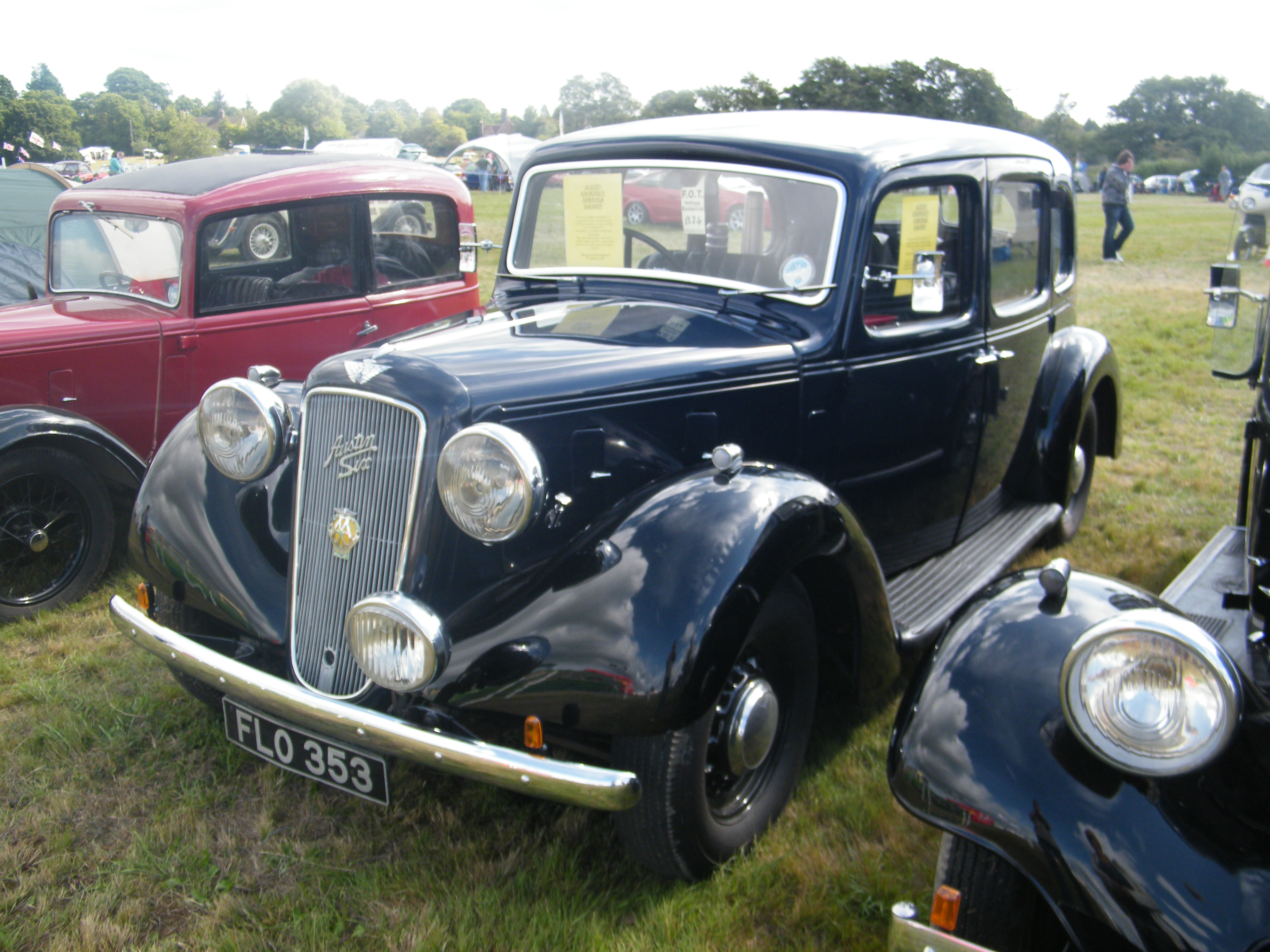

## Essai routier
La Windsor, voiture spacieuse et bien proportionnée, a des vitres latérales exceptionnellement larges et profondes. Il y a deux malles de bonne taille dans le coffre au-dessus d'un compartiment séparé pour la roue de secours et le pneu de rechange et de la place pour un supplément de bagages sur la plate-forme à l'ouverture de la porte. Le nombre de places est généreux et le dégagement de la tête "plus satisfaisant". Les sièges occasionnels pliants sont confortables dans leurs limites. Le moteur est beaucoup aidé par les nouveaux cylindres pour livrer la puissance de manière plus continue. L'accélération et la vitesse ont été jugées adéquates en vue de la fiabilité et de l'utilisation économique pour lesquelles la voiture a été prévue. Les freins sont "puissants".
Le Correspondant Automobile, The Times

ambulance Bletchley Park
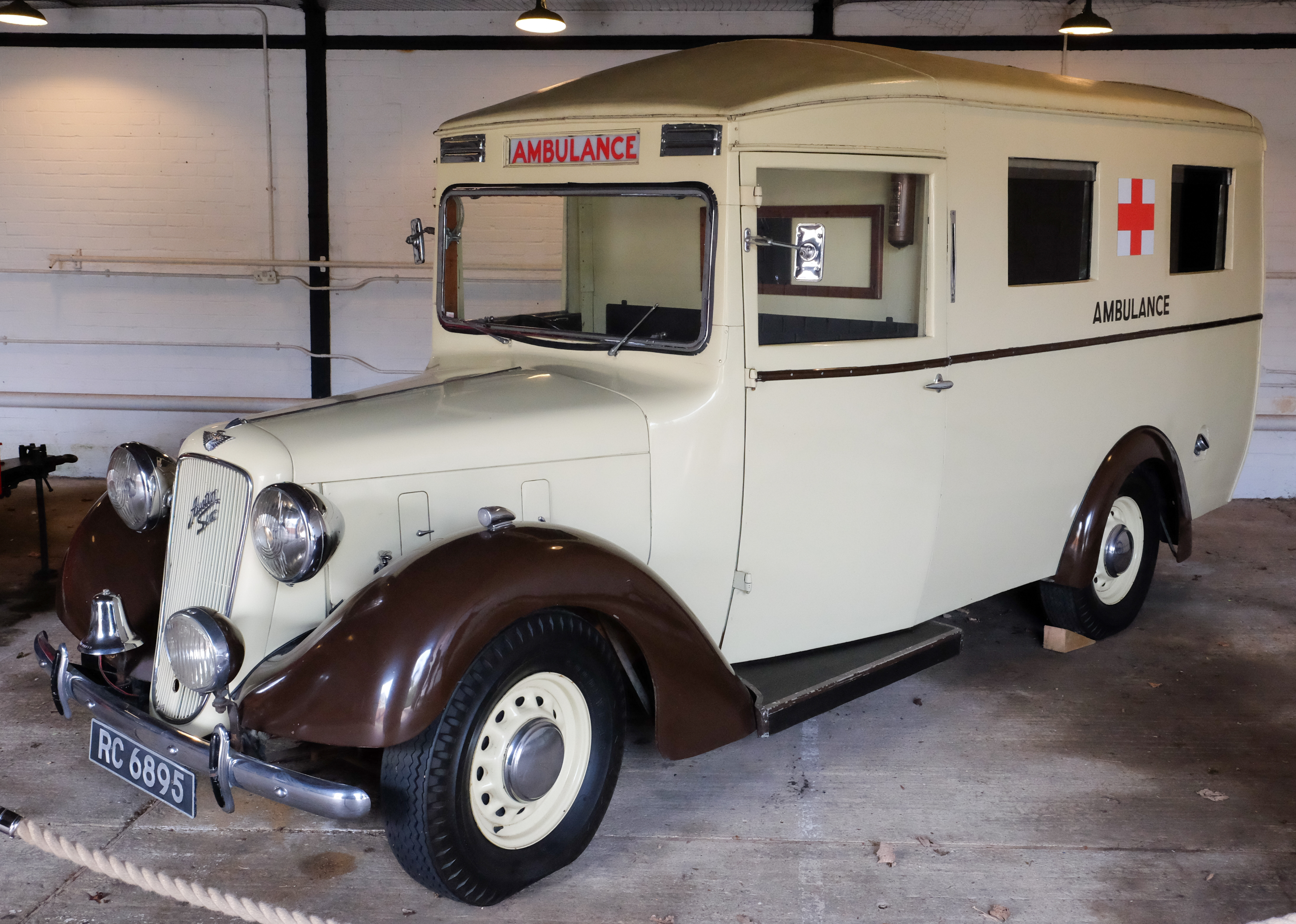
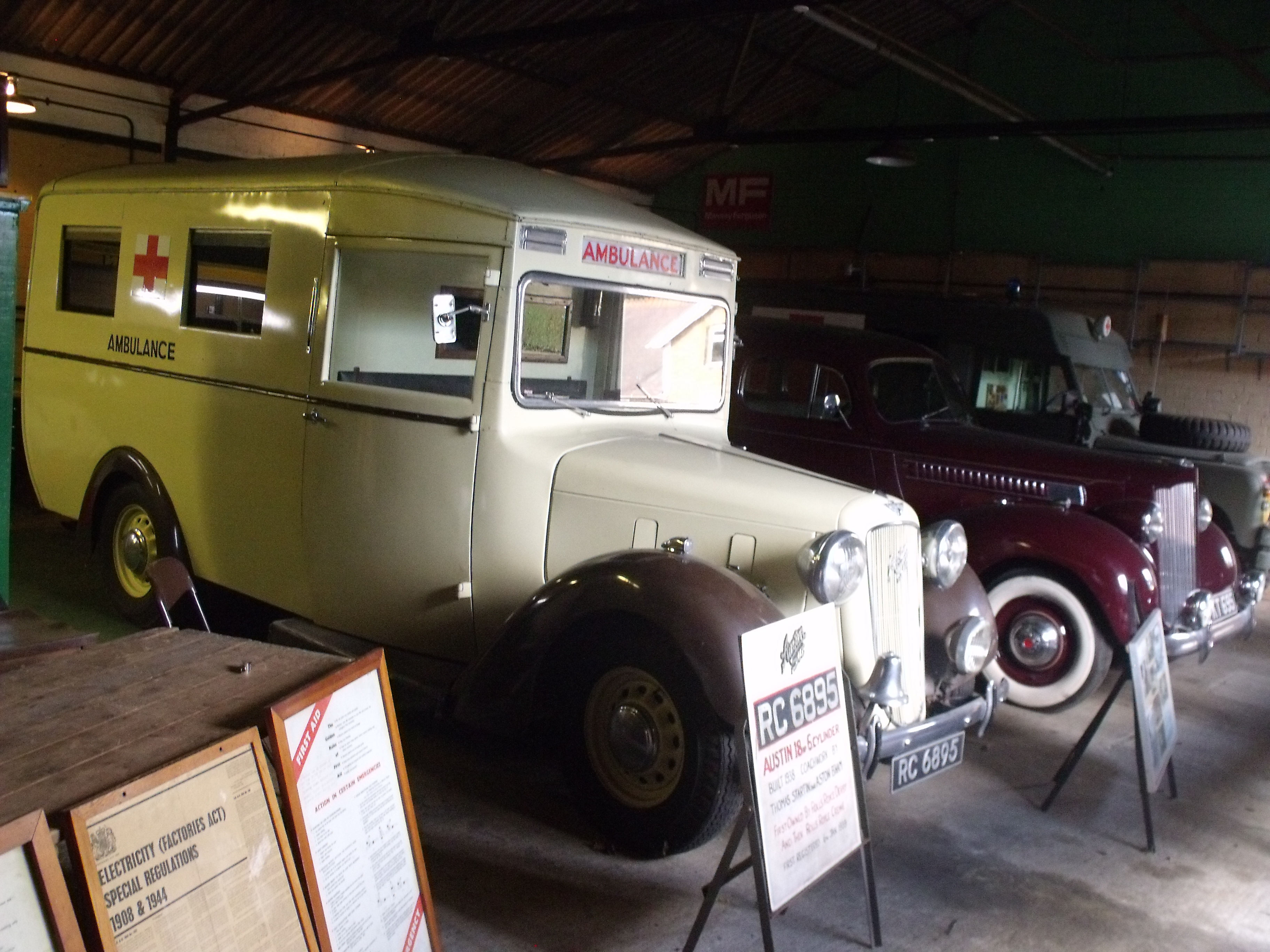
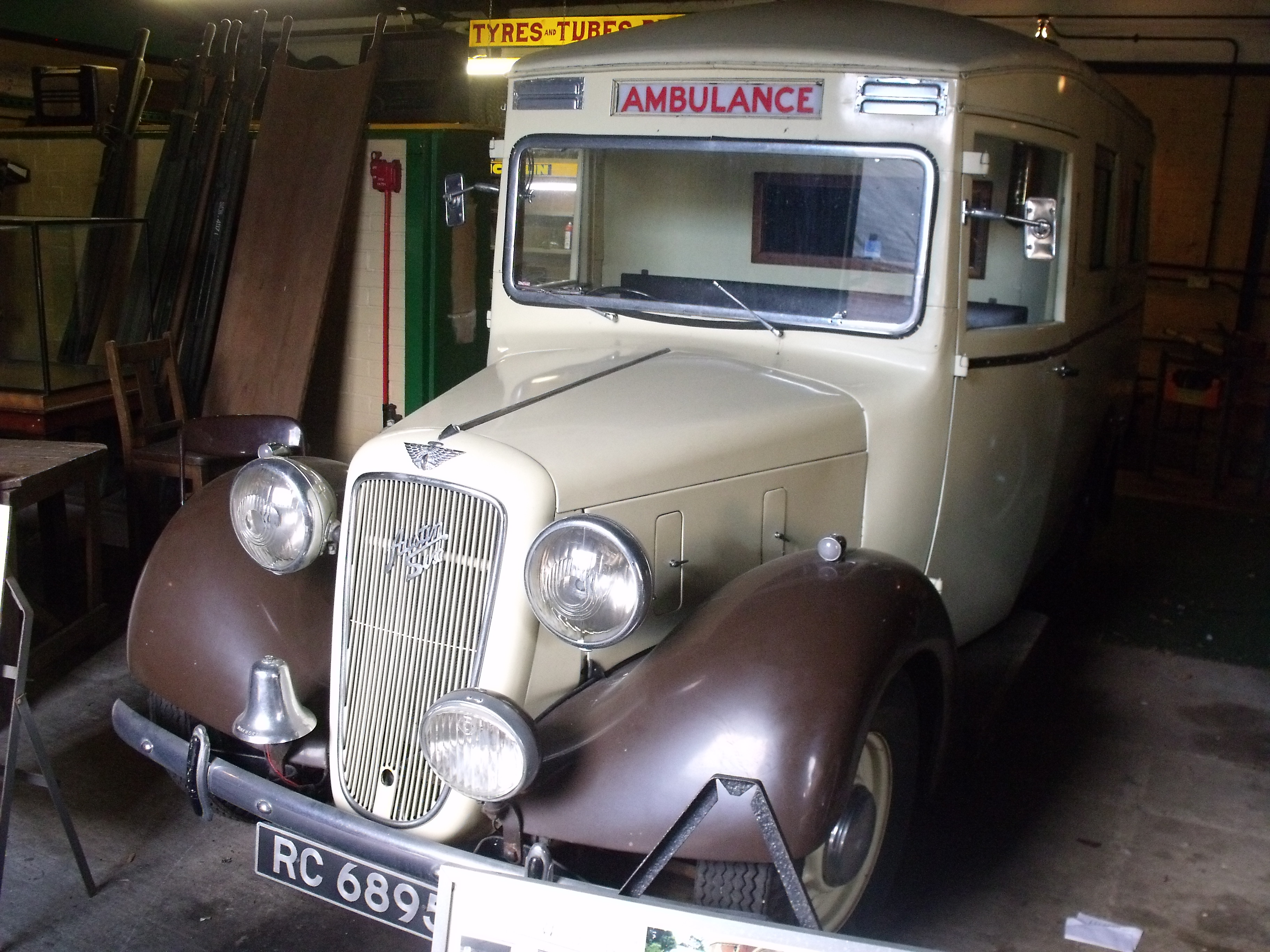